# Laurențiu Moldovan
Laurențiu Moldovan (n. 9 aprilie 1933, Dej, România – d. 6 iulie 2008, Reșița, Caraș-Severin, România) a fost un pilot român care a avut participări la toate genurile de curse: raliuri, viteză în coastă, viteză pe circuit. A fost cunoscut în sportul auto cu numele Lențiu.  A debutat în automobilism în anul 1967.

## Biografie sportivă
Este prezent în Guiness Book of World Records cu recordul de a fi fost Cea mai lungă carieră ca șofer de curse (Guiness World Record for longest career as a race driver). A avut performanțe naționale și internaționale.
Talentul artistic a lui Laurențiu (designul formulei Easter și modificările mașinilor) provine de la bunica materna Aurelia Iuga (mama lui Eugenia Moldovan - nascuta Tămaș) și străbunicul matern, renumitul Dionisie Iuga din Nicula; ambii cunoscuți pictori de biserici din Nicula. Acest talent s-a transmis mai departe la fiul lui Laurențiu, Remus Adrian Moldovan (a.k.a. ReMo) - www.remusmoldovan.com

## Palmares

### Performanțe naționale
- 1971 Campion național de raliuri la clasa a II-a (în echipaj cu Ștefan Haas);
- 1975 Campion național cu echipa de raliuri Universitatea Brașov;
- 1977 Vicecampion național de Viteză în Coastă, clasa a I-a ;
- 1979 Campion național de Viteză în Coastă, clasa a II-a ;
- 1979 Campion național cu echipa de viteză în coastă Universitatea Brașov ;
- 1979 Vicecampion național de viteză pe circuit, clasa a II-a ;
- 1981 Campion național de Viteză în Coastă la clasa Easter ;
- 1974 și 1979 a fost prezent de două ori în topul celor mai buni 10 sportivi ai anului ;
- a fost component al cluburilor sportive: Motor-IRA Cluj-Napoca, Politehnica Cluj-Napoca și Universitatea Brașov ;
- a avut coechipieri în raliuri pe: Horia Gheorghiu, Adrian Ondrejkovicz, Mihai Avram, Mircea Popescu, Ștefan Haas, Dacian Banca ;
- a creat două automobile de curse: o Dacia 1100 Sport și prima Formula Easter din România;

### Performanțe internaționale
- Viteză în Coastă "Feleac" 1970, ediția a XII-a, etapă în Campionatul European de Munte, locul III în clasamentul general;
- Raliul Dunării 1974, ediția a X-a, etapă a Campionatului European de Raliuri, locul V în clasamentul general (în echipaj cu Mircea Popescu).

- În anul 1981 a fost declarat maestru al sportului.
- În anul 1975 a fost invitat de Automobil-Club Wolfsburg-Vorsfelde e.V. im ADAC la Hockenheim să participe la Formula V, dar nu a obținut pașaport ca să poată participa.

## Decesul
Pe data de 6 iulie 2008, în timpul cursei de la Campionatul național de viteză în coastă, etapa de la Reșița, pilotul Laurențiu Moldovan a suferit un accident, în urma căruia, din cauza rănilor grave și a vârstei înaintate, a decedat.